# Ткачёв, Михаил Евдокимович
Михаил Евдокимович Ткачёв (10 ноября 1912 года, Калач, Воронежская губерния — 10 декабря 2008 года, Санкт-Петербург) — советский живописец, Заслуженный художник Российской Федерации, член Санкт-Петербургского Союза художников (до 1992 года — Ленинградской организации Союза художников РСФСР).

## Биография
Михаил Евдокимович Ткачёв родился 10 ноября 1912 года в слободе Калач Богучарского уезда Воронежской губернии. В 1929—1932 учился в профессионально-технической школе в Армавире, куда переехала семья. В 1932—1935 занимался в подготовительных классах Академии художеств, затем в вечерней школе при художественно-педагогическом техникуме в Ленинграде. В 1935—1937 проходил срочную службу в Красной Армии в стрелковом полку в Ленинграде. Это позволило посещать по выходным дням занятия изостудии при Доме офицеров имени С. М. Кирова, которые вели известные художники И. И. Бродский, М. Е. Чепцов, П. С. Наумов, С. В. Приселков, М. И. Авилов, И. Г. Дроздов. В 1936 впервые участвовал в выставке художников-студийцев.
После демобилизации в 1937 был принят на работу в копийную мастерскую Ленизо художником-живописцем. В сентябре 1939 был призван из запаса в Красную Армию, участвовал в финской кампании 1939—1940 в составе 232 стрелковой дивизии. Прослужив до марта 1940 года, был демобилизован и вернулся к работе в Ленизо. Одновременно занимался в изостудии им. К. С. Станиславского у А. Д. Зайцева и К. И. Рудакова.
После начала Великой Отечественной войны был призван на службу в Военно-Морской флот. Участвовал в боях на Ленинградском фронте в составе батальона особого назначения 5-й бригады морской пехоты. Командовал взводом разведки. Был ранен и дважды контужен. Войну закончил в Кёниксберге. Награждён орденами «Красной Звезды», «Отечественной войны 1 степени», медалями «За оборону Ленинграда», «За оборону Кавказа», «За взятие Кенигсберга», «За победу над Германией».
После демобилизации в 1946 вернулся к работе в Ленизо. С 1951 регулярно участвовал в выставках, экспонируя свои работы вместе с произведениями ведущих мастеров изобразительного искусства Ленинграда. Писал пейзажи, портреты, жанровые и батальные картины, этюды с натуры. В 1955 был принят в члены Ленинградского Союза советских художников. Ведущие темы творчества — малая Родина художника и память военной поры. В живописном отношении наиболее интересны натурные этюды с родительским домом и окрестностями Калача. Колорит работ сдержанный, с преобладанием зелёных и охристых тонов. Живопись строится на передаче светотеневых эффектов, тональных отношений и конструктивной роли рисунка.
Среди произведений, созданных Ткачёвым, картины «Между боями», «После разведки» (обе 1944), «Уборка урожая», «Район города Калач», «Весна», «Колхозный сторож» (все 1951), «Весенняя пора» (1953), «На колхозной бахче» (1954), «Солнечное утро» (1955), «Уборка ячменя», «Жаркое лето» (обе 1956), «Мальчик. Этюд» (1957), «В районе Калача», «Осень», «Последний снег» (все 1958), «Здесь будет дорога» (1959), «Уборка» (1964), «Автопортрет» (1983), «Год урожайный», «Моя мастерская. В сентябре» (обе 1985), «Корпус С. Будённого в Калаче» (1987), «У моего дома» (1991), «Натюрморт» (1999) и другие. Персональные выставки произведений Ткачёва состоялись в Ленинграде (1986) и Петербурге (1992) в залах Союза художников. Ткачёв был удостоен почётного звания Заслуженный художник Российской Федерации (1997), избран действительным членом Петровской Академии наук и искусств.
Скончался 10 декабря 2008 года в Санкт-Петербурге на 97-м году жизни. 
Произведения М. Е. Ткачёва находятся в музеях и частных собраниях в России, Японии, Великобритании, США, Франции и других странах.

## Выставки
- 1951 год (Ленинград): Выставка произведений ленинградских художников.
- 1953 год (Ленинград): Весенняя выставка произведений ленинградских художников.
- 1954 год (Ленинград): Весенняя выставка произведений ленинградских художников.
- 1954 год (Ленинград): Выставка произведений ленинградских художников открылась в Государственном Русском музее.
- 1956 год (Ленинград): Осенняя выставка произведений ленинградских художников.
- 1957 год (Ленинград): 1917 - 1957. Выставка произведений ленинградских художников.
- 1958 год (Ленинград): Осенняя выставка произведений ленинградских художников.
- 1960 год (Ленинград): Выставка произведений ленинградских художников.
- 1964 год (Ленинград): Ленинград. Зональная выставка.
- 1974 год (Ленинград): Весенняя выставка произведений ленинградских художников.
- 1981 год (Ленинград): Выставка произведений художников - ветеранов Великой Отечественной войны и других ленинградских живописцев.
- 1984 год (Ленинград): Подвигу Ленинграда посвящается. Выставка произведений ленинградских художников, посвящённая 40-летию полного освобождения Ленинграда от вражеской блокады.
- 1985 год (Ленинград): 40 лет Великой победы. Выставка произведений художников - ветеранов Великой Отечественной войны.
- 1994 год (Петербург): Ленинградские художники. Живопись 1950-1980 годов.
- 1994 год (Петербург): Этюд в творчестве ленинградских художников 1940-1980 годов.
- 1995 года (Петербург): Лирика в произведениях художников военного поколения. Живопись. Графика.
- 1996 год (Петербург): Живопись 1940-1990 годов. Ленинградская школа.